# ソセフォ・ファカタヴァ
ソセフォ・ファカタヴァ（Sosefo Fakatava、1997年10月25日 - ）は、ジャパンラグビーリーグワンコベルコ神戸スティーラーズに所属しているラグビーユニオン選手。

## プロフィール
- トンガ出身。
- ポジションはフランカー(FL)、センター(CTB)。
- 身長 186 cm、体重 118 kg。
- 兄のタラウ、アマトもラグビー選手[1]。
- 7人制日本代表に選ばれたことがある[2]。

## 略歴
2016年、目黒学院高校卒業後、福岡工業大学に入学。なお目黒学院高校時代、高校日本代表候補に選ばれたことがある。
2019年、福岡工業大学ラグビー部の主将に就任した。
2020年、福岡工業大学卒業後、キヤノンイーグルス(現・横浜キヤノンイーグルス)に加入。
2022年3月18日に行われたJAPAN RUGBY LEAGUE ONE第1節トヨタヴェルブリッツ戦にて先発出場で日本での公式戦初出場を果たした。
2024年8月、コベルコ神戸スティーラーズに入団。